# 宇向东
宇向东（1964年5月—），男，汉族，山东烟台人，中华人民共和国政治人物。毕业于山东财经大学、武汉大学、中国农业大学。现任山东省人民政府自然资源厅厅长、党组书记、省委海洋发展委员会办公室主任、省林业局局长兼任省自然资源总督察。

## 生平
1964年5月，宇向东出生在山东省烟台市。恢复高考后，1981年考入山东经济学院（今山东财经大学）工商经济系，学习物资经济专业。1985年7月毕业后出任济南市百货公司宣传科办事员，1987年3月任济南市文化用品公司文华文化用品商店党支部副书记。

### 省政府
1988年3月，宇向东任山东省人民政府办公厅综合二室科员，1990年2月升任副主任科员，后来出任办公厅秘书。2000年11月，宇向东调任山东省人民政府国土资源厅办公室主任，2005年8月任助理巡视员，翌年9月任副巡视员，2010年1月兼任省推进黄河三角洲高效生态经济区建设办公室副主任。同年11月升任副厅长、党组成员，2015年6月任副厅长兼党组副书记。

### 东营市
2016年12月，宇向东调任中国共产党东营市委员会副书记。

### 滨州市
2018年4月，宇向东调任中国共产党滨州市委员会副书记、滨州市人民政府副市长、代市长。7月13日，滨州市第11届人民代表大会第3次会议，宇向东当选滨州市人民政府市长。

### 省政府
2020年8月。宇向东调任山东省自然资源厅党组书记。同年9月，宇向东兼任山东省自然资源厅厅长、省林业局局长兼任省自然资源总督察，10月再兼任省委海洋发展委员会办公室主任。